# Атрофија
Атрофија (од грч. речи ἄτροφος – ἄ — ”без” и τροφος — ”храна”, касније усвојен лат. назив atrophǐa}}) означава закржљалост (или слабост услед слабе исхране), сушење, исушивање, губљење (осећаја или особине). Смањење претходне нормалне величине тела или његовог дела, ћелије, органа или ткива.
Прву документовану употребу овог термина налазимо код Аристотела у 4. веку п. н. е., врло сличног значења које има и данас.
Са тачке гледишта еволуције, инволуција је филогенетска атрофија органа, ткива, итд. Тако на пример, китови су као врста настали од четвороножних сисара, својих филогенетских претходника, којима су ради смањења аеродинамичког отпора тела и прилагођавања животу у води, задњи удови потпуно атрофирали, док су предњи попримили изглед пераја. Атрофија је уобичајена појава током еволуције.
У биологији овај термин означава поремећај у структури, смањење укупног броја или запремине ћелија. Поремећај може да захвати само појединачне ћелије или пак читаве групе, што се испољава смањивањем димензија или слабијим функционисањем одређених ткива или органа у организму. Атрофија се односи на одрасле ћелије, које су претходно нормално функционисале, те је треба разликовати од поремећаја у расту или развоју, као нпр код хипоплазије (застој у развоју органа, када је број ћелија испод нормалног), агенезије (аномалије у развоју органа ембриона) или аплазије (немање или недовољна развијеност органа).

## Услови и механизам
Треба истаћи да за правилан метаболизам ћелија није битно само снабдевање хранљивим материјама, такође је потребно да оне буду правилно искоришћене, на шта велики утицај имају и услови у којима се ћелије налазе. Атрофија, је одговор или прилагођавање ћелија на спољашње утицаје, који смањују унос различитих састојака неопходних за одржавање ћелија. Смањењем димензија или броја ћелија организам покушава да успостави нову равнотежу у задатим условима. Међутим, ако такви спољашњи утицаји предуго трају или су прејаки, може доћи до значајних оштећења ћелија, при чему се угрожава и слаби функција ткива, органа, а у неким случајевима и читавог организма. При томе, чак и кад потичу од истог узрока, последице могу да остану трајне (неповратна атрофија), као што је то случај код кахексије, или постоји могућност опоравка организма и његовог нормалног функционисања после отклањања узрока и/или лечења, па је атрофија онда привременог карактера (повратна атрофија), као што је то случај код маразма
До сада, није потпуно разјашњен биохемијски механизам одговоран за атрофију, али се верује да утиче на синтезу и разградњу протеина, при чему је посебно појачана разградња. Са друге стране, примећено је да је атрофија обично праћена неразградњом извесних отпадних материјала у вакуолама, коју ометају разградњу других материјала и остају заувек заробљени, попут саркофага, у цитоплазми испод ћелијске мембране.

## Псеудохипертрофија
Атрофија означава супротан термин од хипертрофије. Међутим, у неким случајевима, атрофија одређеног органа праћена је увећавањем везивног ткива, због чега се уочава опште увећање, уместо умањење органа. Пример псеудохипертрофије (лажног увећања):
- у случају парализе мишића, услед повреде нервног система, може доћи до увећања везивног ткива између снопова мишића[15]. Мишићи изгледају набијени и снажни, али су заправо ослабљени и гњецави на додир.

## Разне поделе атрофија

### Према микроскопским променама на ћелијама
Према променама које се дешавају у структурама ћелија на микроскопском нивоу, издвајају се следећи типови атрофије :
- Проста атропија - када долази до умањења или скупљања ткива или органа. Овај облик атрофије је најчешћи и може да обухвати различите врсте ћелија у исто време. Чешће се јавља код стабилних ткива, чије ћелије имају дужи циклус живота у нормалним, а имају и способност обнављања у патолошким условима. Пример просте атрофије је када за време дугих постова, долази до атрофије готово свих ткива у организму, а највише мишићног.
- Нумеричка атрофија - смањење броја ћелија. Обично захвата лабилно ткиво, које се брже обнавља у нормалним условима, али чије је обнављање отежано у случају болести. Пример нумеричке атрофије је апоптоза, где долази до програмиране смрти појединачних ћелија.

Проста и нумеричка атрофија могу се испољити истовремено. Такође, у употреби је и термин:
- Дегенеративна атрофија - означава велике поремећаје у цитоплазми и ћелијском једру. У колико се ћелије успевају да се прилагоде насталим условима и не успостављају равнотежу, атрофија може прећи у следећу фазу некрозу, када долази до патолошког процеса прераног одумирања великог броја ћелија из више различитих ткива.

### Подела према последицама

#### Физиолошка атрофија
Атрофија се не сматра увек патолошким процесом. У неким случајевима се смањење запремине и броја ћелија одређеног ткива или органа, сматра сасвим природним процесом, где може доћи до одстрањивања само делова ткива, док се остатак прилагођава нормалном функционисању организма. Примери:
- Грудна жлезда (или Тимус) је централни орган лимфног система. Код новорођенчади и деце је добро развијен, док после пубертета долази до његове инволуције и претварања у месно тело.
- Приликом старења (сенилна атрофија) долази до атрофије готово свих врста ткива у организму (општа атрофија), што се најлакше уочава код нервних ћелија и мишића, а посебно на мозгу и срцу, док је атрофија код ткива чији је циклус живота краћи и брже се обнављају, атрофија је много мање приметна.
- Атрофија дојки по престанку дојења или утеруса после рођења.

#### Патолошки облици атрофије
Патолошка атрофија може бити:
- локална - захвата само поједине ћелије, ткива или органе
- општа - захвата цео организам

По последицама које може оставити на ћелије или организам атрофија може бити:
- Реверзибилна - повратна, постоји могућност опоравка у колико се на време открије узрок и примени одговарајућа терапија
- Нереверзибилна - неповратна, оштећења на ћелијама или органима остају трајна

Према узроцима настанка, атрофије се могу груписати на :

##### Атрофија уследнедовољне исхране
Неухрањеност може да доведе до губитка укупне телесне тежине и опште атрофије, при чему се примећује пад у броју ћелија, али много више у димензијама ћелије, пошто се ћелија ”једе саму себе”, хранећи се материјалом од кога је састављена, осим што користи резервни, како би задовољила енергетске потребе. При томе, може бити онемогућена синтеза материјала за регенерацију цитоплазме.
Код ове атрофије, губици нису сразмерни величини, јер процес не делује на све органе на исти начин. У циљу самоодбране, организам покушава да заштити прво оне органе чија би виталне функције била највише нарушене у процесу атрофије, на штету оних ћелија, на које атрофични процес има мањи утицај. Зато се, у првом тренутку може приметити већи губитак у тежини јетре и црева, а мањи или никакав у ћелијама мозга и срца.
Оваква атрофије, осим што може да настане као последица недостатака у исхрани, може да настане услед болести везаних за метаболизам организма, органа за варење, услед успореног метаболизма или такође могу бити последица хроничних упала или рака, при којима се смањује апетит код оболелих.
Као крајњи резултат недовољне или неправилне исхране може наступити кахексија.

##### Атрофија услед лошегдотока крви
Постоје случајеви када услед зачепљења, услед било каквог притиска на артерију или приликом хируршког подвезивања крвног суда, може доћи до атрофије ткива којем је оштећена артерије обезбеђивала проток крви. Ово је посебно изражено код периферних делова тела, када крв стиже само путем једне артерије. У том случају, хранљиве материје и кисеоник престају да дотичу путем крви, што приморава ћелије да користе резерве, а у каснијем стадијуму и сопствени биогени материјал. Ефекат је врло сличан оном који се има код потхрањености. Један од честих случајева овог типа атрофије је код доброћудних тумора, који временом расту и повећавају притисак на околна ткива.

##### Атрофија услед неактивности

###### Физичка неактивност
Јавља се као резултат некретања или физичке неактивности. Један од типичних примера је атрофија мишића, као последица обављања свакодневних послова, када се тело ограничава на понављање увек истих покрета или дуг боравак у истом положају. У том смислу највише су погођени: канцеларијски службеници, возачи камиона или радници на монтажи. Такође, код пацијената, који током одређеног периода морају да мирују у циљу лечења или као последица неке друге болести. Као посебан случај, код космонаута се већ после неколико дана боравка у условима бестежинског стања, може јавити смањење мишићног тонуса.
Нормалан човек може да изгуби 20-30% мишићне масе, а у зависности од година, заједно са њом и снагу мишића. Научници су открили да је главни разлог губитка мишића није само старење, већ престанак бављења оним свакодневним активностима, који су користили њихову снагу..
У већини случајева оваква атрофија је реверзибилна, те стање мишића може да се врати у пређашње стање, у колико се на време отклоне узроци, повећа физичка активност, побољша исхрана. Међутим, ако се овакво стање настави, мишићна влакна се смањују услед апоптозе, што у каснијим фазама може бити пропраћено остеопорозом услед ресорпције костију, односно уклањања коштаног ткива и ослобађања минерала.

###### Атрофија услед болести нервног система
Један од најтежих облика атрофије мишића је услед повреде или болести нерава који су везани за мишиће. Овај поремећај има тенденцију да се јави изненада, много више него атрофије мишића изазване физичком неактивношћу. Као пример се издваја атрофија изазвана дечјом парализом. У том смислу ова атрофија је посебан случај атрофије услед неактивности.

###### Хормонска неактивност
Као посебна подгрупа могла би се издвојити атрофија услед хормонске неактивности. Функционисање и метаболизам многих ендокриних жлезда, зависе од ендокриног подстицаја.
На пример груди и полни органи зависе од естрогена, чије лучење се после менопаузе смањује, те долази до физиолошке атрофије груди, ендометријума и слузокоже вагине. Међутим, слична појава се дешава и после дуготрајне хормонске контрацепције са високим садржајем прогестерона.
Такође, хипопитуитаризам - престанак лучења или недостатак било ког од 8 хормона које производи хипофиза, изазива смањену функцију оних жлезда, које у нормалним условима тај хормон контролише. Као посебан случај хипопитуитаризма издваја се Симондсова болест (Симондс Морис (1855.–1925), или панхипопитуитаризам, који се описује као атрофија или уништење предњег режња хипофизе, које изазива атрофију гонада (полних жлезда), штитне жлезде и коре надбубрежних жлезда, односно њихов делимичан или потпуни престанак рада.

###### Атрофија изазвана отровима
Атрофија може бити изазвана отровним материјама као што су олово, јод, фосфор, арсен, микробиолошким отровима, наркотицима, где они могу бити садржани у разним хемијским производима, који се свакодневно користе, храни или лековима. Отрови најчешће доводе до атрофије у облику неактивности ћелија.

##### Идиопатска атрофија
И ако механизам атрофије на ћелијском нивоу још увек није до краја објашњен, понекад се користи и термин идиопатска атрофија, у коју спадају поремећаји на органима или ткивима, чији су узроци непознати, па се у том смислу не могу повезати са болешћу или процесом било ког другог органа у организму.
У том смислу се може рећи да је таква атрофија узрок самој себи или да потиче од органа на коме се појавила.
Чести су случајеви ове атрофије код парних органа.
Тако на пример Адисонова болест јавља се као последица уништавања коре надбубрежне жлезде, најчешће као последица обостране атрофије. Мада се верује да се ради о аутоимуном процесу, ова атрофија није потпуно разјашњена.
Идиопатска атрофија се такође јавља и код полних жлезда. Ако се одстране један јајник или један тестис, често атрофира и онај други. Ни код ове појаве узроци и механизам настанка нису познати.